# Lago Espejo

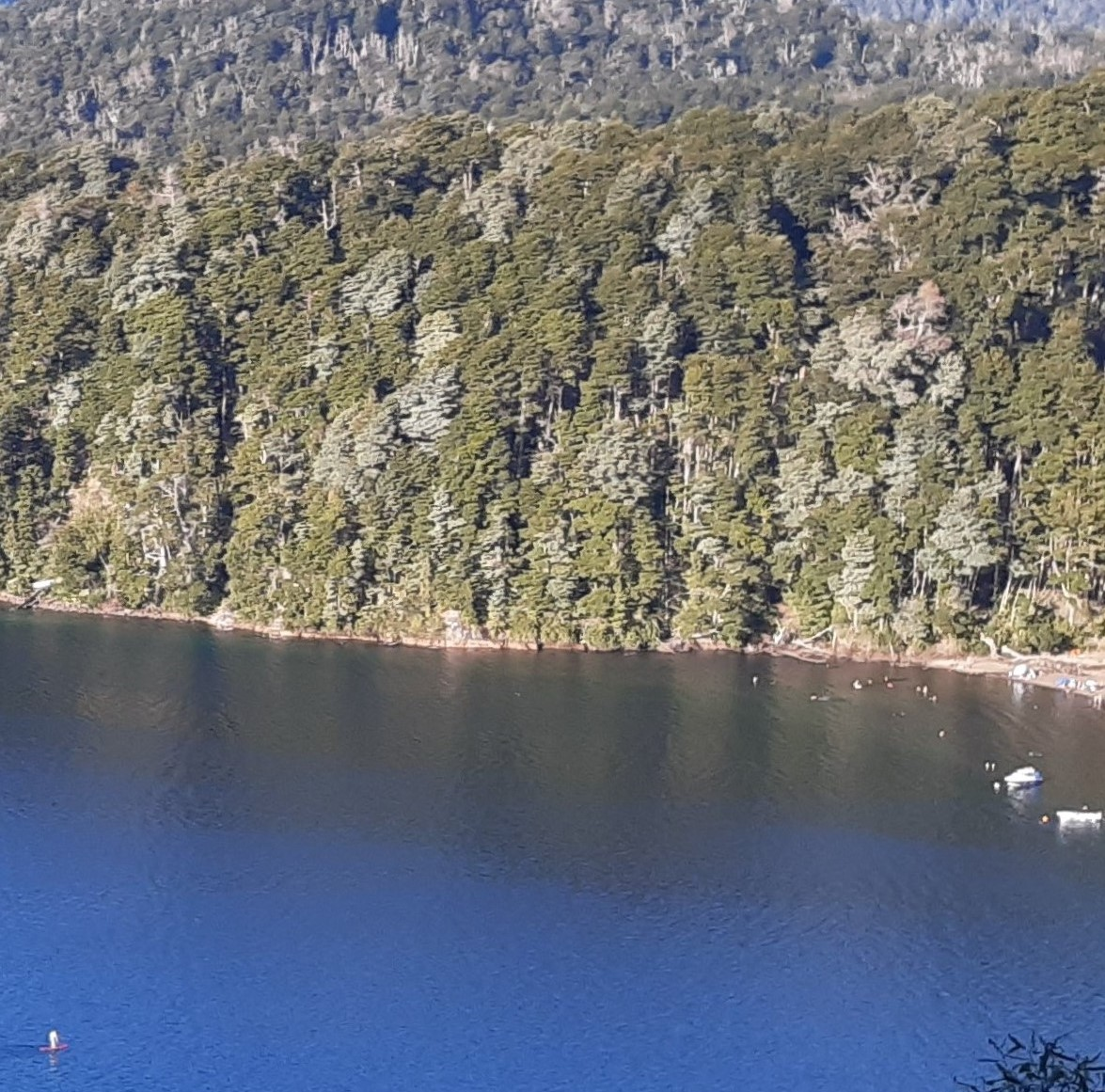
Lago Espejo. Ruta de los siete lagos. Neuquén

El lago Espejo (a veces denominado Espejo Grande para diferenciarlo del lago Espejo Chico) es un lago de origen tectónico glaciar ubicado en el departamento Los Lagos de la provincia del Neuquén, Argentina. Se encuentra cercano a la localidad de Villa La Angostura. Es el primero del Camino de los Siete Lagos y el más cálido de ellos.
Su nombre se debe a que sus tranquilas y limpias aguas reflejan como un espejo los paisajes de sus orillas. Es alimentado por el agua del deshielo de las montañas circundantes a través de varios arroyos que desembocan en él.
En sus orillas alternan playas de arena volcánica, juncales y zonas de rocas de pendiente abrupta.
Cuenta con dos playas públicas: la primera de ellas ni bien comienza el circuito de los Siete Lagos, en el extremo sur del lago; la segunda está ubicada unos cinco kilómetros hacia el norte, en la Bahía del Guardaparque, donde funciona un cámping libre. En ambos lugares hay estacionamientos, baños, proveedurías y alquileres de kayaks.

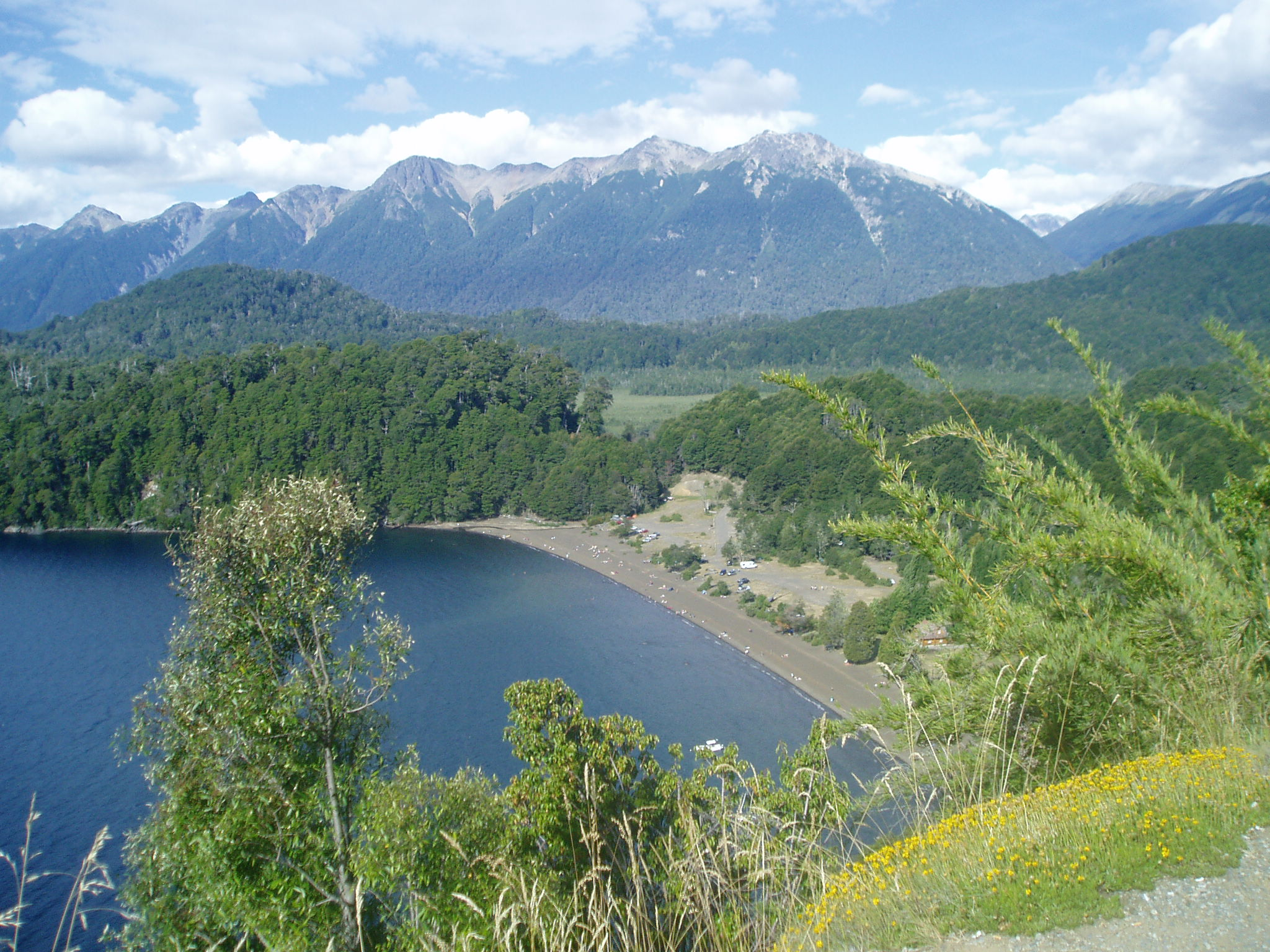
Playa en el extremo sur del Lago Espejo vista desde el mirador sobre la ruta nacional 231